# Bloch Henrik
Bloch Henrik (Herman-Mestec, Csehország, 1854. február 4. – Budapest, Erzsébetváros, 1923. március 6.) főgimnáziumi tanár.

## Élete
Bloch Mózes és Weisshut Anna fia. Közép- és főiskolai tanulmányai elvégzése után a német és görög nyelvből és irodalomból, meg történelemből szerezte meg tanári képesítését. 1881-ben hívták meg a budapesti rabbiképző intézet alsó tanfolyamának tanárául. A tanítás mellett irodalmi tevékenységet fejtett ki. Nagyobb tanulmánya, egyszersmind doktori értekezése (Lipcse, 1879) Iosephus Flavius munkáinak forrásairól szól. Számos cikke jelent meg német napilapokban, magyar folyóiratokban és gyűjteményes munkákban. Halálát Basedow-kór okozta. 
Felesége Reismann Zsófia volt, Reismann Nátán kereskedő és Löwisohn Cecília lánya, akivel 1885. augusztus 30-án Budapesten kötött házasságot.
Történelmi értekezései, cikkei és bírálatai a következő lapokban és folyóiratokban jelentek meg: Mittheilungen aus der historischen Literatur (1884-től), Österreichische Monatschrift für den Orient (1884.), Beilage zur Allg. Zeitung (1884-től), Frankfurter Zeitung (1884-től), Le Moyen âge (Paris 1888), Magyar Zsidó Szemle (1884-től) és Pester Lloyd (1886).

## Munkája
- Die Quellen des Flavius Josephus in seiner Archäologie. Leipzig, 1879.

## Jegyei
H. Bl. és Dr. H. B. (Pester Lloyd 1866 és Beil. zur Allg. Zeitung 1889-90).